# Muğanlı (Kürdəmir)
Muğanlı è un comune dell'Azerbaigian situato nel distretto di Kürdəmir.